# Hélcio de Paiva
Hélcio de Paiva (ur. 2 października 1903 w Rio de Janeiro – zm. 31 sierpnia 1970) – piłkarz brazylijski, występujący na pozycji środkowego obrońcy.

## Kariera klubowa
Karierę piłkarską Hélcio spędził w CR Flamengo, gdzie grał w latach 1924–1931. Podczas tego okresu Hélcio dwukrotnie zdobył mistrzostwo Stanu Rio de Janeiro – Campeonato Carioca w 1925 i 1927 roku.

## Kariera reprezentacyjna
W reprezentacji Brazylii Hélcio zadebiutował 13 grudnia 1925 w meczu z reprezentacją Argentyny podczas Copa América 1925, na którym Brazylia zajęła drugie miejsce. Na tym turnieju wystąpił w dwóch spotkaniach z Argentyną (dwukrotnie) i Paragwajem. Drugi mecz z Argentyną podczas Copa America rozegrany 25 grudnia był jego ostatnim meczem w reprezentacji w oficjalnym meczu. Obok tych meczów Hélcio rozegrał dwa mecze nieoficjalne w reprezentacji z Newell's Old Boys Rosario w grudniu 1925 i ze szkockim Motherwell F.C. 24 czerwca 1928, który był jego ostatnim występem w barwach canarinhos.